# Guttermouth
Guttermouth («Гаттермаус») — американская панк-рок-группа из Калифорнии, образованная в 1988 году.

## История
Изначально группа состояла из вокалиста Марка Эдкинса (Mark Adkins), гитариста Скотта Шелдона (Scott Sheldon), второго гитариста Эрика Дэвиса (Eric «Derek» Davis), басиста Клинта Веинрика (Clint «Cliff» Weinrich) и барабанщика Джеймса Нанна (James Nunn).
В своих песнях музыканты стебутся над всем, что их окружает, они затрагивают различные темы, такие как: гомофобия, политика, расизм, сексизм, стрейт эйдж, веганизм и хардкор и т. д.

## Дискография
- 1994 — Friendly People (Nitro Records)
- 1996 — Teri Yakimoto (Nitro Records)
- 1996 — The Album Formerly Known As Full Length Album (Nitro Records)
- 1997 — Musical Monkey (Nitro Records)
- 1999 — Gorgeous (Nitro Records)
- 2001 — Covered With Ants (Epitaph Records)
- 2002 — Gusto (Epitaph Records)
- 2004 — Eat Your Face (Epitaph Records)
- 2006 — Shave The Planet (Volcom Records)